# Mictlantecuhtli
Mictlantecuhtli (= 'Gospodar Zemlje Mrtvih'), astečki bog mrtvih, obično prikazivan s licem u obliku lubanje. Sa svojom ženom, Mictecacíhuatl, vladao je Mictlanom, podzemnim svijetom. Duše onih koje način smrti nije doveo u razne rajeve (tj. za one koji su umrli od rata, žrtve, poroda, utapanja, groma i nekih bolesti) prešle su četverogodišnji put, pun iskušenja, kroz devet pakla Mictlana. U posljednjem, gdje je živio Mictlantecuhtli, nestali su ili našli svoj mir.
On je jedan od glavnih bogova Asteka i najistaknutiji je od nekoliko bogova i božica smrti i podzemnog svijeta. Štovanje Mictlantecuhtlija ponekad je uključivalo ritualni kanibalizam, s konzumiranjem ljudskog mesa u i oko hrama.